# Хельдо
Хельдо (ісп. Geldo) — муніципалітет в Іспанії, у складі автономної спільноти Валенсія, у провінції Кастельйон. Населення — 708 осіб (2010).

## Географія
Муніципалітет розташований на відстані близько 280 км на схід від Мадрида, 40 км на південний захід від міста Кастельйон-де-ла-Плана.

## Демографія
Динаміка населення (INE ):

## Галерея зображень

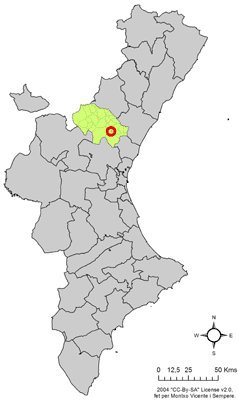
Розташування муніципалітету Хельдо у автономній спільноті Валенсія
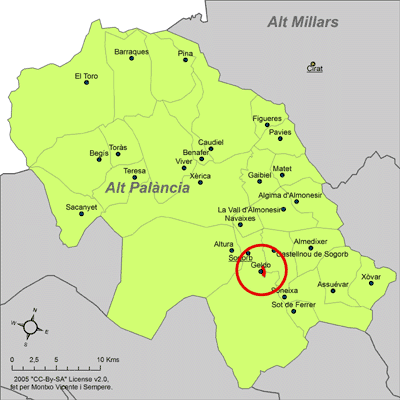
Розташування муніципалітету Хельдо у комарці Альто-Палансія
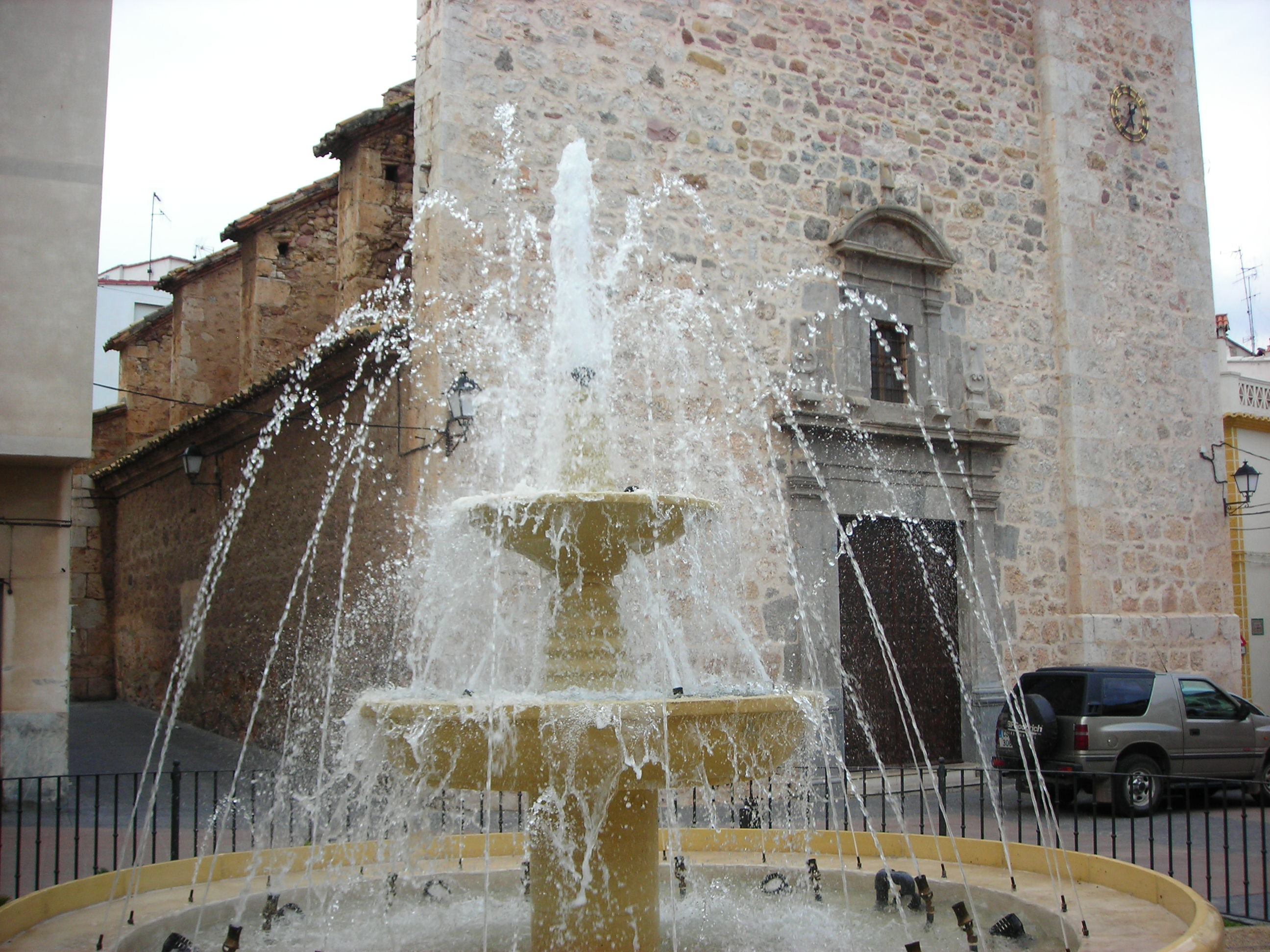
Хельдо, Пласа-де-ла-Іглесія
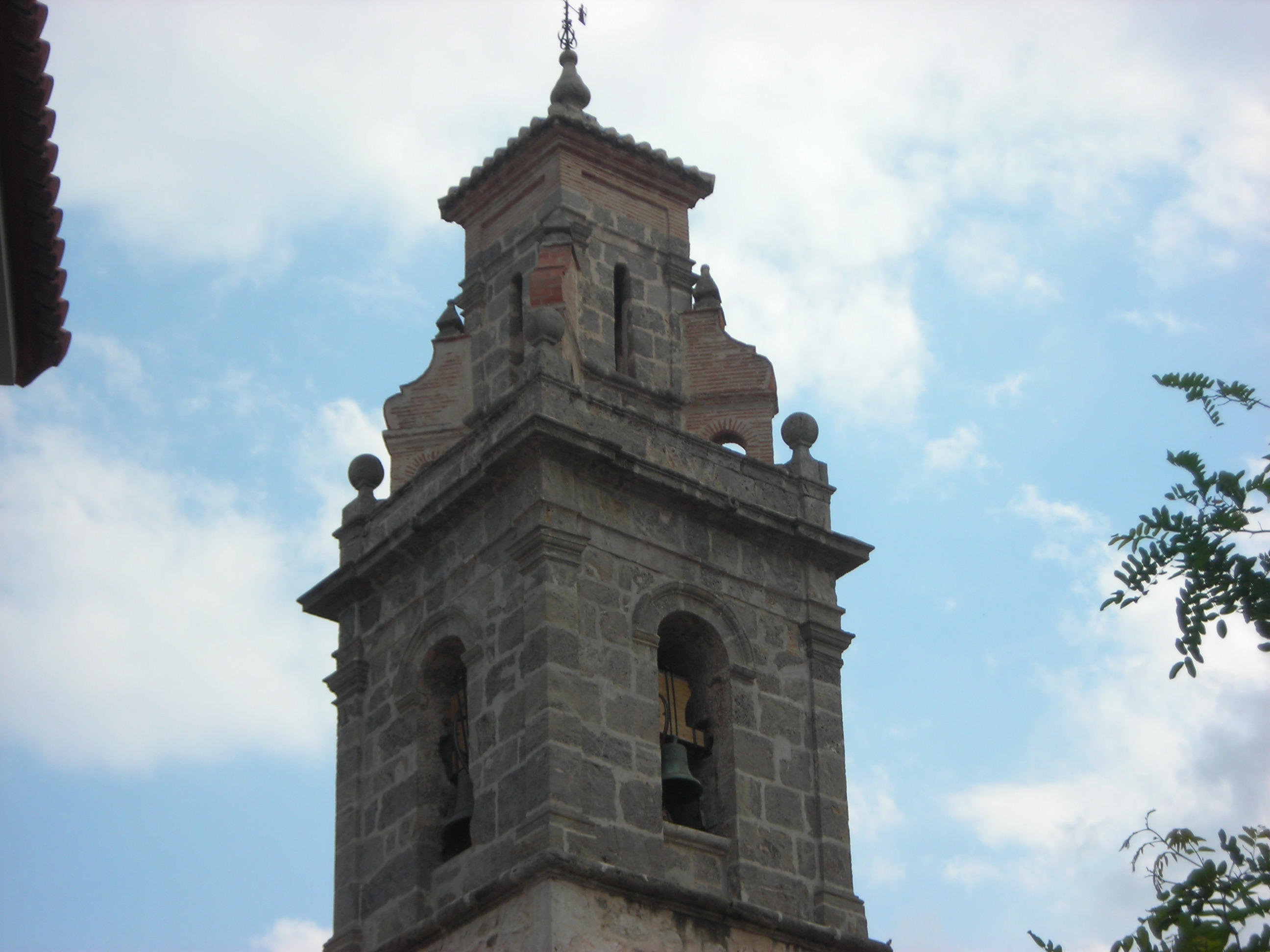
Церква Ла-Місерікордія-де-Хельдо